# Wicked (película)
Wicked (también conocida como Wicked: parte uno) es una película de fantasía musical dirigida por Jon M. Chu y escrita por Winnie Holzman y Dana Fox. Es la primera entrega de una adaptación cinematográfica en dos partes del musical de Broadway del mismo nombre basado en la novela de 1995, que a su vez se basó en los libros de Oz y en la película de 1939 El mago de Oz.
La película cubre el primer acto del musical. Está protagonizada por Cynthia Erivo como Elphaba Thropp y Ariana Grande-Butera como Glinda Upland, con Jonathan Bailey, Ethan Slater, Bowen Yang, Marissa Bode, Peter Dinklage, Michelle Yeoh y Jeff Goldblum completando el reparto principal. Ambientada en la Tierra de Oz, antes de la llegada de Dorothy Gale desde Kansas, sigue a Elphaba, la futura Bruja Mala del Oeste, y su amistad con su compañera de clase Galinda, quien se convierte en Glinda la Buena.
Universal Pictures y Marc Platt, quienes produjeron el musical teatral, anunciaron la adaptación cinematográfica en 2012. Después de un largo proceso de desarrollo y múltiples retrasos, en parte debido a la pandemia de COVID-19, Chu fue contratado para dirigir, con Erivo y Grande elegidas en 2021. La adaptación se dividió en dos partes para evitar cortar puntos de la trama y ampliar los viajes y las relaciones de los personajes. La fotografía principal comenzó en Inglaterra en diciembre de 2022, se interrumpió en julio de 2023 por la Huelga SAG-AFTRA de 2023 y se reanudó y completó en enero de 2024.
Wicked se estrenó en el State Theatre de Sídney, Australia, el 3 de noviembre de 2024, y se estrenó en cines en los Estados Unidos el 22 de noviembre. Recibió reseñas positivas de los críticos, fue nombrada una de las mejores películas de 2024 por el American Film Institute y ganó el premio a Mejor Película de la National Board of Review. Entre sus otros galardones se incluyen cuatro nominaciones en la 82.ª edición de los Premios Globo de Oro (incluyendo Mejor película - Comedia o musical) y once en la 30.ª edición de los Premios de la Crítica Cinematográfica (incluyendo Mejor película). Además, fue nominada a 10 premios Oscar, y se hizo con dos de ellos: Mejor Vestuario y Mejor diseño de producción.
Ha recaudado $756 millones de dólares en todo el mundo con un presupuesto de $145 millones, convirtiéndose en la película relacionada con Oz más taquillera y la quinta película más taquillera de 2024, así como la película musical más taquillera de la historia. La secuela, Wicked: For Good, está prevista para estrenarse en noviembre de 2025.

## Argumento
Tras el anuncio de la muerte de la Bruja Mala del Oeste, en el pequeño pueblo de Munchkinland, los ciudadanos de Oz comienzan una gran celebración tras la derrota de la perversa mujer a manos de la pequeña Dorothy Gale. A la celebración arriba Glinda, la Bruja Buena y vocera (Ariana Grande) del Gran Mago de Oz , para confirmar la noticia. Mientras se realiza el festejo, una pequeña niña le cuestiona a la joven bruja la naturaleza del mal, esto la lleva a contar la historia de nacimiento de la Bruja Mala del Oeste: desde su nacimiento, tuvo la particularidad de tener la piel verde y habilidades de hacer levitar todo lo que la rodea. El signo de su piel fue visto como una monstruosidad por su supuesto padre, el entonces Gobernador Thropp de Munchkinland, pero esto fue producto de un brebaje verde que fue bebido por la madre de la bruja con un amante.
La celebración culmina con la incineración de una gran estatua de madera de la bruja, siendo encendida por Glinda. Al irse, otra chica le cuestiona a la Bruja Buena los rumores sobre su supuesta amistad con la Bruja Malvada. Esto hace que la mujer se ponga emotiva y confirme que, en el pasado, durante sus años de universidad, sus caminos se cruzaron, cuando ella era conocido como Galinda Upland, y la Bruja Mala como Elphaba Thropp (Cynthia Erivo).
La historia retrocede a cuando Galinda llega a la Universidad de Shiz, una prestigiosa institución donde la joven aspira a estudiar Hechicería. Sin embargo, Galinda es una persona superficial con el deseo constante de ser el centro de atención. En ese lugar, conoce a Boq (Ethan Slater), un joven munchkin que muestra un interés romántico hacia ella. No obstante, la actitud altanera de Galinda le impide prestar atención a los intentos del joven por cortejarla. También llega Elphaba, quien genera conmoción debido a su piel verdosa. Ella ha acompañado a su hermana menor Nessarose (Marissa Bode), quien se encuentra impedida en una silla de ruedas. Su padre entrega a su hija menor unas hermosas zapatillas plateadas que pertenecieron a su difunta madre.
Sin embargo, el Gobernador ordena a Elphaba que, antes de irse, se asegure de que su hermana se instale en la escuela, esto a pesar de las insistencias de que ella no necesita ninguna ayuda. Se realiza la ceremonia inicial del año, presentando al cuerpo de docentes, incluyendo a Madame Morrible (Michelle Yeoh), una de las pocas hechiceras reales que quedan en Oz y la encargada de esta carrera en la universidad. Galinda, intentando que la acepte en su seminario, intenta alardear con la maestra, pero Morrible le aclara que sólo acepta a aquellos pocos estudiantes que demuestren un don especial con la magia, cosa que la joven no tiene.
Elphaba llega con su hermana, pero una de las docentes asegura que cuidará a su hermana por su condición, sin escuchar el pedido de las dos jóvenes que no era necesaria la atención especial. Debido a ser ignoradas por la mujer, Elphaba termina demostrando de nuevo sus poderes al detener la silla de su hermana y hacer que levite directo a sus manos, provocando una gran conmoción en todo el patio. Nessa se molesta con su hermana por haber hecho un espectáculo en lo que pudo ser su nuevo comienzo.
Antes de poder disculparse, llega Morrible, adjudicándose la hazaña hecha por Elphaba para desviar la atención y pide hablar con ella en privado, no sin antes asignar a la joven como la compañera de cuarto de Galinda, cosa que conmociona a las dos. Morrible se lleva a Elphaba para hablar en privado, diciendo que hablará con su padre para que la deje quedarse en Shiz y se vuelva su única estudiante en el Seminario de Hechicería, alentándola que si se prepara lo suficiente, podría ser digna de conocer al Maravilloso Mago de Oz, algo con lo que siempre Elphaba ha soñado.
Sin embargo, la asignación de compañera de cuarto resulta ser contraproducente, pues las personalidades diferentes de Galinda y Elphaba chocan desde el primer momento, provocando una rivalidad que sólo crece y crece más con el paso de los días.
En la clase de uno de los pocos profesores animales, el Profesor Dillamond (Peter Dinklage), una cabra parlante, les da una lección sobre la historia de Oz: una época dónde los Animales Parlantes y las personas convivían en paz, sin embargo, una Gran Sequía provoca que creciera un conflicto hacia los animales, y estos comenzaran a ser odiados por todos. Pero antes de que pueda continuar, el profesor encuentra un mensaje de odio hacia los animales escrito en su pizarra: “Los animales deben ser vistos, no escuchados”. Esto altera obviamente a Dillamond, y da por terminada la clase. Elphaba se acerca, intentando hablar con el maestro, pero éste es evasivo con sus preguntas ante el problema presentado.
En la noche, la joven sigue a Dillamond a una cabaña en los bosques alrededor de Shiz, descubriendo una reunión secreta de varios Animales Parlantes, que expresan su preocupación debido a que varios de ellos han comenzado a perder la capacidad de hablar. Mientras escucha, Elphaba es acosada por una visión en la que ve al Profesor Dillamond encerrado, esto hace que sea descubierta, y todos los animales, a excepción del profesor, escapen. La cabra le confirma a Elphaba lo que escuchó, a lo que ella piensa que un problema tan grave debe ser notificado al Mago de inmediato, aunque Dillamond le pide a la chica que no diga a nadie lo que escuchó esa noche.
Al regresar a la escuela, Elphaba tropieza con Fiyero (Jonathan Bailey), un apuesto pero superficial Príncipe Winkie. Aunque inicialmente se muestra sorprendido por la apariencia de la joven, pronto se interesa por su actitud defensiva.
La llegada de Fiyero a Shiz causa sensación entre el cuerpo estudiantil, especialmente en Galinda, quien ansía ser el centro de atención del joven, algo que logra casi de inmediato. En la biblioteca, Fiyero muestra su rebeldía y desinterés por lo académico, prefiriendo disfrutar la vida con fiestas y bailes, e invita a todos los estudiantes a celebrar esa noche en el Club de Oztrellas. Boq, armado de valor, invita a Galinda al baile, pero ella sugiere que invite a Nessa, con la intención de poder estar con Fiyero. El chico ve esto como una oportunidad para demostrar su genuino interés en Galinda e invita a Nessa. La joven se emociona y le cuenta a Elphaba, diciéndole que esto es gracias a su compañera de cuarto, lo que confunde a Elphaba.
Mientras se arreglan para el evento, los odiosos amigos de Galinda, Pfanee y ShenShen, encuentran entre el equipaje de la joven un gorro negro puntiaguda el cual era un regalo de su abuela, diciendo que sólo podría darle eso a alguien a quien verdaderamente odie. En ese momento llega Elphaba y al ver esto como una oportunidad de vengarse, la invita a la celebración de esa noche, obsequiándole el sombrero para que se lo ponga. A pesar de todo, Elphaba ve esto como un gesto de buena fe, y sintiéndose culpable por las ideas que tuvo de la joven, decide ir a hablar con Madame Morrible esa noche antes de ir a la fiesta.
En el Club de Oztrellas, los alumnos de Shiz se encontraban inmersos en un increíble baile; a pesar de que Boq prestaba continuamente atención a Galinda, decide hacer pasar a Nessa una noche increíble, llevando su silla de ruedas al centro de la pista para que bailen juntos, algo que provoca que los sentimientos de la joven hacia el chico incrementen. Galinda y Fiyero se encuentran en una situación romántica cuando aparece Madame Morrible y le hace entrega a la joven una varita de entrenamiento. Galinda se halaga y agradece la oportunidad, pero Madame Morrible le aclara que todo esto es gracias a Elphaba, pues pidió que se le hiciera parte del Seminario de Hechicería e insistió en que se lo dijera esa noche, o si no, ella iba a renunciar.
Elphaba llega usando el sombrero que le dio Galinda, provocando burlas entre todos los presentes. A pesar de esto, la joven finge no estar afectada y comienza a bailar sola. Galinda, sintiéndose culpable de todo, se dirige a la pista y comienza a seguir los pasos de Elphaba, limpiando una de sus lágrimas. Mientras siguen bailando, todos las comienzan a seguir, haciendo que continue el festejo. Ambas chicas se sonríen y juntas, regresan a su dormitorio.
Durante la noche, Elphaba y Galinda continúan charlado y comienzan a llevarse mejor. Por sugerencia de la segunda, se cuentan un secreto, siendo el suyo el que se va a casar con Fiyero. Elphaba se siente incómoda de tener que compartir un secreto, pero al ver la insistencia de la joven, termina contando la razón del odio de su padre hacia ella: cuando Nessa iba a nacer, al temer que su segunda hija también fuese verde, obligó a su madre a practicar un supuesto remedio que adelantó el parto, matando a la mujer y provocando que su hermana naciera parapléjica. Galinda intenta levantarle el ánimo a Elphaba, diciendo que eso no fue su culpa, y decide hacer lo posible por volverla una persona popular.
Al día siguiente, el Profesor Dillamond anuncia que esa sería su última clase, pues se ha prohibido que los animales impartan clases en las facultades. En ese momento, miembros de seguridad llegan y a rastras sacan al profesor del salón, no sin antes exclamar a los alumnos que luchen siempre por la verdad. En ese momento, llega otro maestro con un cachorro de león enjaulado, anunciando que ese era el símbolo de una nueva era en Oz dónde los animales vivirán en jaulas. Elphaba proclama que deben intentar hacer algo, pero al ver que ninguno de sus compañeros está dispuesto a hacerlo, azota un ramo de amapolas que le había llevado a Dillamond en su mesa. En ese momento, las flores comienzan a levitar y girar por toda el aula, despidiendo un polen que provoca que todos caigan dormidos, a excepción de Elphaba y Fiyero.
Con todos inconscientes, Fiyero saca al cachorro de león de la jaula y junto con la joven, roban unas bicicletas, llevándose al animalito hacia al bosque. Mientras tanto, Madame Morrible llega al salón, y al ver lo acontecido, decide escribir inmediatamente una carta urgente al Mago de Oz para notificarle de las habilidades de su pupila.
En el bosque, después de soltar al león, Fiyero pregunta por qué él fue el único que no cayó en el hechizo de Elphaba. Sin embargo, al no tener respuesta, la joven apunta a un rasguño en la sien del chico, provocando que ambos compartan un momento romántico, pero es roto por el mismo Fiyero, quien se excusa de llevarse al león a un lugar seguro, dejándola sola. Elphaba comprende que, a pesar de los sentimientos que están empezando a florecer, ella no encaja en el modelo de chica perfecta que posiblemente busque el chico.
Tiempo después, finalmente llega una respuesta del Mago de Oz a Shiz, invitando a Elphaba a realizarle una visita en su palacio en Ciudad Esmeralda. Mientras están en la estación del tren, el Gobernador Thropp llega, dónde Nessa le presenta entusiasmada de Boq, pero se demuestra que el chico no desea estar a su lado. Mientras tanto, Fiyero llega para despedirse de Elphaba, sin tomarle mucha importancia a la presencia de Galinda. Intentando llamar su atención, Galinda anuncia que, en honor al Profesor Dillamond, cambiará su nombre a “Glinda”, pues la cabra la llamaba de esta forma al no poder pronunciar correctamente su nombre. Sin embargo, Fiyero no le toma importancia y se despide.
Se anuncia que el tren está por partir; Elphaba, al ver la tristeza de su amiga, decide invitarla a que vaya con ella al ver al Mago, subiendo al tren en el último momento. Boq se muestra triste por la partida de la joven, lo que provoca que Nessa se moleste por esta atención.
A su llegada, ambas amigas disfrutan de un gran día en Ciudad Esmeralda, viendo también una obra dónde se muestra la creación de Oz: dónde dos hadas (interpretadas por las actrices originales del musical de Broadway, Kristin Chenoweth e Idina Menzel) escriben en una antigua lengua el Grimmerie, un poderoso libro de hechizos que sólo aquellos con magia real pueden leer. La llegada de un mago en un globo provoca emoción cuando se descubre que tiene la cualidad de leerlo.
Finalmente, las amigas acuden a la cita con el mago, viendo a varios de los centinelas del Mago que resultan ser monos. Ambas se presentan ante una gigantesca cabeza robótica que al principio las asusta, pero se revela que se trata de un hombre normal cuando Glinda dice el nombre de su acompañante. El Mago (Jeff Goldblum) explica que esa es su forma de presentarse ante aquellos que lo buscan, y que entiende las grandes cualidades que tiene Elphaba, las cuales pueden cambiar la Tierra de Oz para mejor. En ese momento también se presenta Madame Morrible, argumentando que no se podía perder el suceso crucial en la vida de su alumna.
Ambos llevan a Elphaba al Grimmerie, pidiendo que intente leerlo. Al sólo acercarse, el libro se abre para ella. El Mago sugiere que haga algo para su capitán de cruzada de monos, Chistery, quien es amante de ver las aves. Elphaba pide el hechizo y comienza a leerlo. Sin embargo, el conjuro provoca que el mono sufra una dolorosa transfiguración que le da alas. Pero esto no se detiene ahí, pues los otros monos también sufren la misma transformación. Elphaba se horroriza ante esto, pero el Mago y Morrible se emocionan, al decir que serán los espías perfectos para avisar de cualquier actividad animal ilícita que se realice.
Estas palabras hacen ver a Elphaba el retorcido plan de todo: el Mago es el que está provocando todo el odio y rencor hacia los Animales Parlantes, y el ardid junto con Morrible al descubrir sus habilidades mágicas, enseñarle a entenderlas y controlarlas, para que leyera el Grimmerie y provocara todo ese caos. Y todo esto debido a que el Mago no posee ningún tipo de magia, por lo tanto, no puede leer el Grimmerie.
El Mago le ofrece la oportunidad de vivir en Ciudad Esmeralda junto con Glinda, cómo una forma de chantajearla y aceptar que los ayude en su campaña, pero Elphaba se niega, toma el Grimmerie y escapa de ahí. Glinda va tras ella para intentar que recapacite. Al no querer que se descubra su plan y en un intentando de detener a Elphaba, Morrible manda a los ahora Monos Voladores tras la joven, mientras que el Mago lanza una misión de captura en contra de la joven a todas sus tropas del palacio.
Después de una persecución donde las amigas logran llegar a una de las torres más altas y abandonadas del palacio, las dos discuten por la decisión tan alocada de la joven verde. Pero esta pelea es interrumpida cuando Morrible declama un horrible mensaje a todo Oz, advirtiendo del robo del Grimmerie a manos de Elphaba, dándole el título de “Bruja Malvada”. Al verse acorralada y a pesar de que Glinda intenta convencerla de pedir perdón al Mago, Elphaba se niega a seguir esperando que los demás la acepten y decide seguir un camino que ella decida.
Recita el hechizo que usó con los monos con la esperanza de tener alas para escapar, sin embargo, y aunque al principio parece que no funciona, termina encantando y creando una escoba voladora. Le pide a Glinda que la acompañe, pero esta, al tener otros ideales y sueños, declina la oferta, aceptando que es momento de que ambas tomen caminos separados. En ese momento los guardias irrumpen en la torre, pero antes de poder escapar juntas, sujetan a Glinda. Elphaba exclame que la dejen en paz pues es ella a la que buscan, atravesando una de las gigantescas ventanas y cayendo al vacío.
En el momento oportuno, Elphaba sujeta su escoba y emprende el vuelo nuevamente, sorprendiendo a todos. Los Monos Voladores van en su ataque, pero la chica logra desviar su trayectoria en el aire y provoca que choquen con los guardias. Mientras está en el cielo, la noticia de Morrible recorre todo Oz; en Shiz, se crea un caos colectivo debido al miedo generado por las palabras de la maestra, haciendo que todos se apresuren para abandonar la escuela. Morrible llega donde está Glinda presa por los guardias y da la orden para que la suelten. Luego la abraza y la pone bajo su tutela. En Muchkinland, Nessa, aún molesta por lo ocurrido antes con Boq, observa cómo la noticia sobre Elphaba causa un infarto al Gobernador Thropp, llevándolo a la muerte. Finalmente, Fiyero es mostrado abandonando la Universidad de Shiz, cabalgando en su corcel.
Elphaba causa un apagón en Ciudad Esmeralda, finalmente lanza su grito de guerra, convirtiéndose en la principal opositora del Mago, mientras que Glinda llora al ver a su amiga alejarse por los aires, marcando finalmente la separación de ambas.
Glinda se queda bajo la tutela de Madame Morrible, mientras que Elphaba vuela hacia el oeste.

## Reparto

Jonathan Bailey, Cynthia Erivo y Ariana Grande (I-D) interpretan a Fiyero, Elphaba y Galinda respectivamente.

- Cynthia Erivo como Elphaba Thropp, una joven incomprendida nacida con la piel verde que más tarde se convierte en la Bruja Mala del Oeste.[5]
- Ariana Grande como Galinda Upland / Glinda, una joven popular que más tarde se convierte en La Bruja Buena del Sur.
- Michelle Yeoh como Madame Morrible, la directora de la Universidad de Shiz.
- Jeff Goldblum como el Mago de Oz, un hombre corriente de Omaha, Nebraska, que llega accidentalmente a Oz en globo aerostático y se convierte en el misterioso gobernante de la tierra.
- Jonathan Bailey como Fiyero Tigelaar, un príncipe Winkie que conoce a Elphaba y Galinda en la escuela.
- Ethan Slater como Boq, un Munchkin enamorado de Glinda.
- Marissa Bode como Nessarose Thropp, la hermana pequeña con discapacidad motriz de Elphaba.
- Cesily Collette Taylor como la joven Nessarose.
- Peter Dinklage como la voz del Doctor Dillamond, una Cabra y profesor de Historia en la Universidad de Shiz.
- Bowen Yang como Pfannee de Phan Hall, uno de los amigos universitarios de Glinda.
- Bronwyn James como ShenShen, otra de las amigas de Galinda en la universidad.
- Keala Settle como Miss Coddle, un nuevo personaje creado para la película.
- Aaron Teoh como Avaric Tenmeadows, amigo de Fiyero.
- Grecia de la Paz como Gilligan, un nuevo personaje creado para la película.
- Adam James como el padre de Galinda, un nuevo personaje creado para la película.
- Alice Fearn como la madre de Galinda, un nuevo personaje creado para la película.
- Andy Nyman como Frexspar Thropp, el padre de Elphaba y Nessarose y Gobernador de Munchkinland.
- Courtney-Mae Briggs como Melena Thropp, la madre de Elphaba y Nessarose.
- Sharon D. Clarke como la voz de la comadrona, una osa que ayuda a Elphaba en su parto.

Jenna Boyd aparece en un papel no revelado. Además, el León Cobarde hace una aparición como cachorro de León. Dorothy Gale, una granjera de Kansas que es transportada accidentalmente a la Tierra de Oz por un tornado con su perro Toto, también aparece junto al Espantapájaros, el Hombre de Hojalata y una versión adulta del León Cobarde en un breve cameo al principio de la película.
Durante la secuencia «One Short Day» se producen varios cameos. Idina Menzel y Kristin Chenoweth, que interpretaron los papeles de Elphaba y Glinda en el musical, encarnan a los principales miembros de Emerald City Players. El antiguo suplente de Fiyero, Michael McCorry Rose, aparece como el narrador de Wiz-O-Mania. La escritora de libros y guionista Winnie Holzman exclama: «¡Él puede leerlo [el Grimmerie! Debe de ser un mago!» en un cameo durante Wiz-O-Mania, y el compositor Stephen Schwartz hace un cameo como el guardia de Ciudad Esmeralda, que anuncia a Elphaba y Glinda que “el mago las verá ahora”. Adam James y Alice Fearn aparecen brevemente como los padres de Glinda, apodados «Popsicle» y «Momsie» por Glinda. Shaun Prendergast aparece como Presidente de Shiz y Cherida Strallen como la Bibliotecaria de Shiz. Varios actores notables del West End también aparecen en la película, como Kerry Ellis, Luke Bayer, Georgina Onuorah, y Dianne Pilkington.

## Producción

### Desarrollo
En 2003, la novela de Gregory Maguire Wicked: The Life and Times of the Wicked Witch of the West, una exploración revisionista de los personajes y el entorno de La novela de Frank Baum de 1900, El maravilloso mago de Oz, fue adaptada como musical de Broadway Wicked. El musical fue producido por la división teatral de Universal Pictures y dirigido por Joe Mantello, con puesta en escena musical de Wayne Cilento. La producción de Broadway ha inspirado producciones de larga duración en Chicago, Londres, San Francisco y Los Ángeles, así como en Alemania, Australia y Japón. Fue nominado a diez premios Tony, de los que ganó tres, y es el cuarto espectáculo de Broadway de mayor duración en la historia, con más de 7500 representaciones y más de 20 años de duración. La producción original de Broadway estaba protagonizada por Idina Menzel como Elphaba y Kristin Chenoweth como Glinda.
En una entrevista de 2009, Maguire declaró que había vendido los derechos a ABC para hacer una adaptación televisiva independiente y no musical de «Wicked». No se basaría en el guion de Holzman. El 9 de enero de 2011, Entertainment Weekly informó que ABC se asociaría con Salma Hayek y su compañía de producción para crear una miniserie de televisión de «Wicked» está basada únicamente en la novela de Maguire. No se ha revelado ninguna información adicional, como el reparto, hasta el momento.
Chenoweth y Menzel fueron mencionadas como posibles protagonistas de la película. También se rumoreaba que Lea Michele y Amy Adams serían las protagonistas potenciales. Entre los posibles escritores se encontraban Winnie Holzman y Stephen Schwartz, mientras que J. J. Abrams, Rob Marshall, James Mangold y Ryan Murphy fueron mencionados como posibles candidatos para director. En diciembre de 2012, tras el éxito de Les Misérables, Marc Platt, también productor de la versión teatral, anunció que la película se iba a estrenar próximamente, más tarde confirmó que la película apuntaba a estrenarse en 2016. Después de un largo desarrollo, la película parece estar en camino, con estreno previsto para 2016.

### Preproducción
En mayo de 2017, Schwartz declaró que la película presentaría «al menos dos» canciones nuevas. El 31 de agosto de 2018, Universal suspendió la película debido a la programación de producción y le dio a la adaptación cinematográfica de Cats la fecha de estreno que antes tenía la película. El 8 de febrero de 2019, Universal anunció una nueva fecha de estreno para el 22 de diciembre de 2021 para la película. El 1 de abril de 2020, Universal suspendió la película una vez más debido a que Universal cambió las fechas de lanzamiento debido a la pandemia de COVID-19 y le dio a Sing 2 la fecha de lanzamiento de 2021. El 20 de octubre de 2020, se anunció que Daldry había dejado la producción debido a conflictos en su agenda. El 2 de febrero de 2021, se anunció que Jon M. Chu asumiría el cargo de director. En agosto, Alice Brooks fue confirmada como directora de fotografía de la película, después de trabajar con Chu antes en la versión cinematográfica de In the Heights. En noviembre de 2021, Ariana Grande y Cynthia Erivo fueron elegidas para interpretar a Glinda y Elphaba respectivamente. El 21 de septiembre de 2022, se informó que Jonathan Bailey se unió al elenco como Fiyero. En octubre de 2022, se anunció que Jeff Goldblum estaba en conversaciones finales para interpretar al Mago de Oz. Goldblum permaneció en conversaciones en diciembre, cuando Ethan Slater y Michelle Yeoh, Marissa Bode, Bowen Yang, Bronwyn James, Keala Settle, Aaron Teoh y Colin Michael Carmichael se unieron al elenco.
Sobre la preparación para el papel de Elphaba, Erivo dijo a Variety, miextras expresaba su deseo de volver a ver la versión teatral en Broadway antes de filmar: «Estoy volviendo a aprender todo... Quiero ir y verlo de nuevo... Cuando llegue a Nueva York en algún momento, apareceré y veré el programa nuevamente, esa será mi quinta vez». También dijo en ese momento que se estaban llevando a cabo discusiones sobre cómo se vería la película, particularmente su diseño de producción y estilo visual, al tiempo que confirmó la contratación de Paul Tazewell como diseñador de vestuario. Su pedido para él del disfraz de Elphaba cuando se convierta en la Bruja Malvada del Oeste involucró «una colección de Jean Paul Gaultier con un sentimiento de nuevo mundo, una especie de edad dorada». En junio de 2022, Chu confirmó la contratación de Nathan Crowley como diseñador de producción.

### Rodaje
La fotografía principal estaba prevista para comenzar en junio de 2022 en las instalaciones de Sky Studios Elstree en el Reino Unido. En julio de 2021, Stephen Schwartz indicó que había planes para filmar en Atlanta ese año. El 26 de abril de 2022, Chu anunció que la adaptación se filmaría en dos partes, «Wicked» y «Wicked: Part Two», diciendo: 

Mientras preparábamos la producción durante el último año, se volvió imposible luchar por la historia de «Wicked» en una sola película sin causarle un daño real... Mientras intentábamos cortar canciones o recortar personajes, esas decisiones empezaron a parecer compromisos fatales con el material original que nos ha entretenido a todos durante tantos años. Decidimos darnos un espacio más amplio y no hacer una sola película de «Wicked», ¡sino dos! Con más espacio, podemos contar la historia de Wicked como se suponía que debía ser contada y, al mismo tiempo, aportar aún más profundidad y sorpresa a los viajes de estos queridos personajes.

En junio de 2022, Stephen Schwartz confirmó que se escribiría una nueva canción para una de las dos películas:

Nos resultó muy difícil superar «Defying Gravity» sin una pausa... Esa canción está escrita específicamente para bajar el telón, y cualquier escena que la siguiera sin una pausa parecía enormemente anticlimática... Incluso como una película única muy larga, nos obligó a cortar u omitir cosas que queríamos incluir y que creemos que los fans del programa y de la historia lo apreciarán. Lo que hemos discutido es que los cambios deben ser «aditivos», para usar el término de (el productor) Marc Platt. Deben agregar algo a la historia o a los personajes. No pueden ser solo cambios para hacer algo diferente. Estoy seguro de que, cuando se haga la película, si todos seguimos teniendo el mismo grado de participación, podría tener una conversación con cualquiera que tenga alguna pregunta sobre cualquiera de los cambios realizados con respecto a la obra de teatro y justificar por qué creo que es mejor para la película.

El 18 de julio, se reveló que, con el proceso de filmación decidido en los recién construidos Sky Studios en Elstree, Inglaterra, los ensayos comenzarían en agosto y la fotografía principal comenzaría en noviembre. El 9 de diciembre, Chu confirmó en Twitter que el rodaje había comenzado.
El 23 de septiembre, la Declaración de planificación, en apoyo de una solicitud de planificación presentada en nombre de Western Sky Limited, indicó que la filmación al aire libre se realizaría en un sitio que se estaba desarrollando en Ivinghoe Turf en Ivinghoe, Buckinghamshire, Reino Unido. Al principio del rodaje, se vio a los paparazzi del Daily Mail sobrevolando el plató de Munchkinland en ala delta con cámaras GoPro atadas a sus pies mientras Ariana Grande, el reparto y el equipo filmaban «No One Mourns the Wicked», el número de apertura de la primera película. Las primeras imágenes de Grande disfrazada de Glinda se filtraron en Internet y despertaron expectación. Grande dijo en una entrevista para VMan: «Creo que fuimos muy mimados por haber hecho esto con [Chu]. Se sintió como un pequeño secreto estudiantil, es intimidad... Se sintió tan pequeño y privado hasta que, de repente, estábamos afuera y el Daily Mail estaba volando en ala delta sobre nuestro set».
El rodaje estaba previsto para el periodo comprendido entre el 6 de abril y el 14 de julio de 2023, y la fotografía principal finalizaría el 25 de julio con la secuencia «One Short Day». El rodaje de la película fue suspendido del 13 de julio al 8 de noviembre debido a la huelga SAG-AFTRA 2023. La filmación se reanudó el 24 de enero de 2024 y concluyó el 26 de enero. Las voces de la canción se grabaron en vivo en el set por insistencia de Erivo y Grande. El mezclador de sonido de producción ganador del Premio de la Academia Simon Hayes colaboró con Chu en las grabaciones de las voces de los actores, utilizando una variación de las mismas técnicas de grabación que se implementaron en Los Miserables. Chu también citó la película de 1991 de Steven Spielberg Hook como inspiración para los decorados a gran escala y los efectos prácticos, incluidos nueve millones de tulipanes coloridos plantados en el lugar para rodear el set de Munchkinland, un camino de ladrillos amarillos pavimentado con barro real y un tren de tamaño natural inspirado en el Art Decó para transportar a Elphaba y Glinda a la Ciudad Esmeralda, a la que llamó «La Ilimitada». Chu también citó las películas de 1998 Pleasantville y The Truman Show como influencias en cómo tanto Wicked como Wicked Part Two retratan temáticamente la Tierra de Oz, diciendo: «Ayuda a crear esta idea de la rebeldía que esta nueva generación más joven está descubriendo... ¿Hasta dónde llevará eso a todos en Oz a lo largo de toda la historia de ambas películas? Es el despertar de una generación. Empiezas a ver la verdad sobre cosas que tal vez te enseñaron de manera diferente».

### Postproducción y efectos visuales
El 6 de febrero de 2024, se confirmó que Industrial Light & Magic y Framestore proporcionó los efectos visuales de la película con Pablo Helman como supervisor de efectos visuales de producción, y que el trabajo de postproducción estaba en marcha, con Chu trabajando a distancia con el editor Myron Kerstein mediante la comunicación a través del recién lanzado Apple Vision Pro. La postproducción de la primera película finalizó el 19 de septiembre de 2024.[cita requerida]

### Música

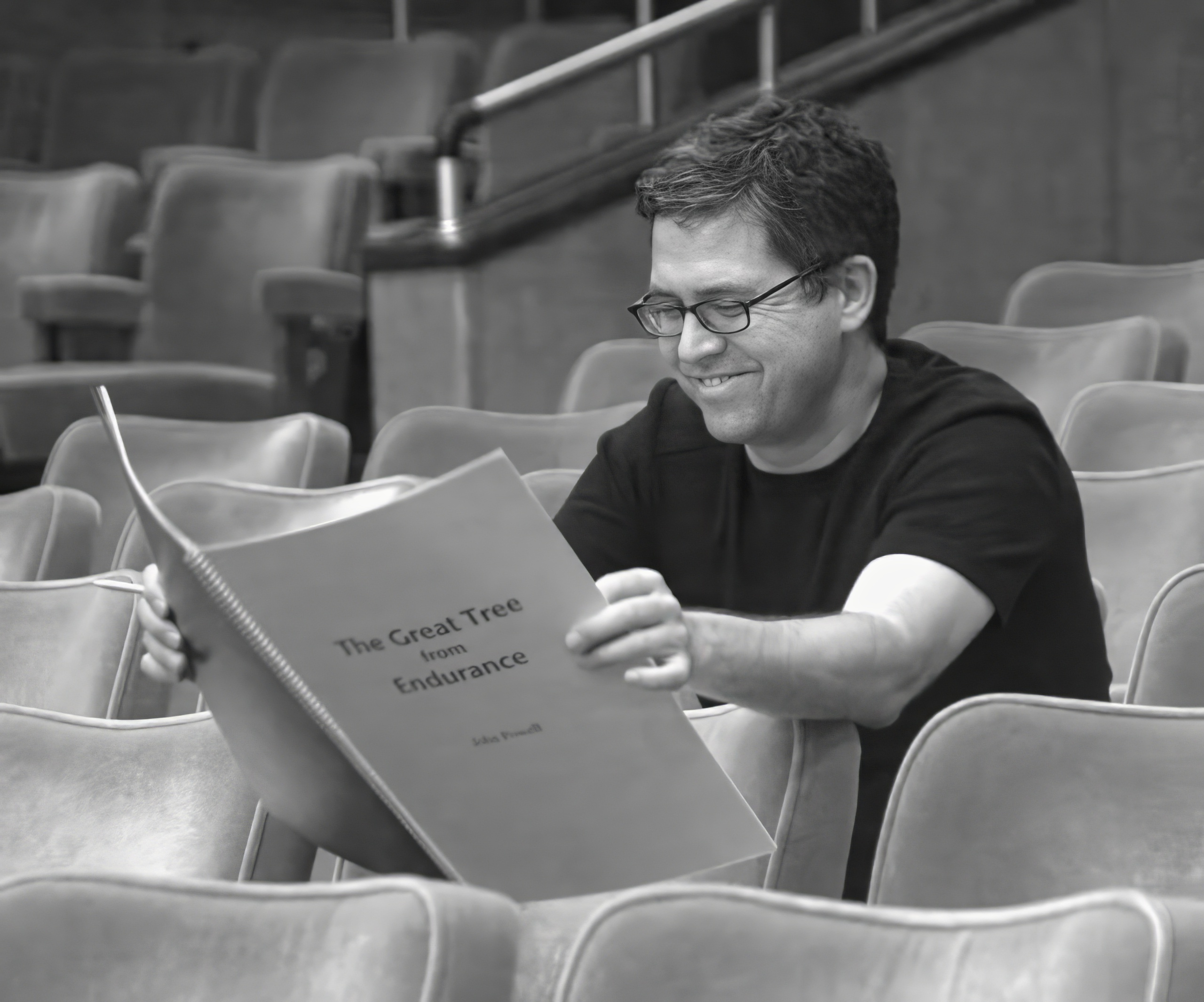
John Powell (fotografiado en 2008), compuso la música incidental de la película con Stephen Schwartz.

Los álbumes de la banda sonora tanto de Wicked como de Wicked Part Two son editados por Republic Records/Verve Label Group, los respectivos sellos discográficos de Grande y Erivo, y la banda sonora de la primera película salió a la venta el 22 de noviembre de 2024. En julio de 2024, se reveló que John Powell había compuesto la banda sonora incidental para la película y haría lo mismo para Wicked Part Two. Jeff Atmajian actualizó las orquestaciones originales del difunto William David Brohn para las canciones y amplió la orquesta de los 23 músicos originales de la versión teatral a 125 para la película. Las sesiones de grabación de la música tuvieron lugar en AIR Studios de Londres, con el director musical original del musical Stephen Oremus dirigiendo las entradas de las canciones y Powell dirigiendo las entradas de la partitura incidental junto a Gavin Greenaway, todos con la Orquesta Sinfónica de Londres. Greg Wells, Oremus y Schwartz actuaron como productores musicales. El álbum de música original salió a la venta el 6 de diciembre de 2024.

#### Números musicales
- «Overture» - The Wicked Orchestra
- «No One Mourns the Wicked» - Glinda, Frexspar Thropp, Melena Thropp, Traveling Salesman, Midwife and Ozians
- «Dear Old Shiz» - Estudiantes y Glinda
- «The Wizard and I» - Madame Morrible y Elphaba
- «¿What is this Feeling?» - Glinda, Elphaba y Estudiantes
- «Something Bad» - Doctor Dillamond y Elphaba
- «Dancing Through Life» - Fiyero, Glinda, Boq, Nessarose, Elphaba y Estudiantes
- «Ozdust Duet» - La Orquesta Wicked
- «Popular» - Glinda
- «I'm Not That Girl» - Elphaba
- «One Short Day» - Elphaba, Glinda, Wiz-o-Mania Superstars y Ozians
- «A Sentimental Man» - El Mago
- «Defying Gravity» - Elphaba, Glinda y Ozians
- «Part 1 Finale» - The Wicked Orchestra

La única canción del primer acto del musical que se eliminó de la película fue la repetición de «The Wizard and I», cantada por Elphaba y Madame Morrible en el momento en que la primera recibe la invitación para reunirse con el Mago en Ciudad Esmeralda.[cita requerida]
Algunas canciones de la Segunda Parte aparecen a lo largo de la partitura, destacando «For Good» cada vez que se ve o se menciona la amistad de Elphaba y Glinda, «Thank Goodness» cuando Glinda cambia de nombre y «Wonderful» cuando Elphaba recibe la invitación del Mago.

## Cambios de escenario a pantalla
Entre los cambios introducidos en la película, cabe destacar la inclusión de nuevos personajes: Dulcibear, la niñera de la infancia de Elphaba; Miss Coddle, directora de la Universidad de Shiz; y los padres de Glinda, que la llevan a Shiz. La película muestra las sesiones privadas de Elphaba con Madame Morrible para aprender a controlar sus poderes, escenas retrospectivas en las que Elphaba es ridiculizada de niña por los niños de Munchkinland por su piel verde y más momentos que muestran la dinámica entre ella y Nessarose como hermanas. 
Contrariamente al libro y al tradicional reparto de Pfannee como mujer en el musical, el personaje fue cambiado a un actor masculino, Bowen Yang. El personaje de Boq se amplió para la película y se le dio el apellido de Woodsman.
«Algo malo» se cambia por una reunión privada de los Animales en casa del Dr. Dillamond, fuera del campus de Shiz. Allí, los Animales se cantan unos a otros sobre el estado de Oz, en lugar de cantárselo directamente a Elphaba como en la obra de teatro. 
En la película, el primer encuentro entre Fiyero y Elphaba tiene lugar en el bosque y no con un grupo de compañeros de clase en Shiz. El número musical de Fiyero, «Dancing Through Life», tiene lugar en campo abierto sobre el escenario. En la película, comienza en el interior de la biblioteca circular y giratoria de la universidad, con una larga pausa para bailar. La parte del número dedicada al Ozdust Ballroom se modificó y amplió, convirtiendo el salón de baile en lo que Chu denominó un club nocturno en «los bajos fondos de Oz», con una banda musical con animales tocando instrumentos.  El número musical «Popular» también se amplía con cambios de tonalidad y extensiones vocales adicionales.
El plano culminante de la secuencia «Desafiando a la gravedad», en el que Elphaba canta su característico «grito de guerra» en lo alto del cielo al atardecer, con su ondeante capa cada vez más grande, rinde homenaje al efecto de la «plataforma de trabajo aéreo» utilizado para elevar a la actriz que interpreta a Elphaba del escenario durante el clímax de la canción. La secuencia en sí también se amplía para que funcione como el final de la primera película, dejando a la audiencia en un cliffhanger con una tarjeta de título «Continuará...», estableciendo Wicked Parte Dos.

## Marketing

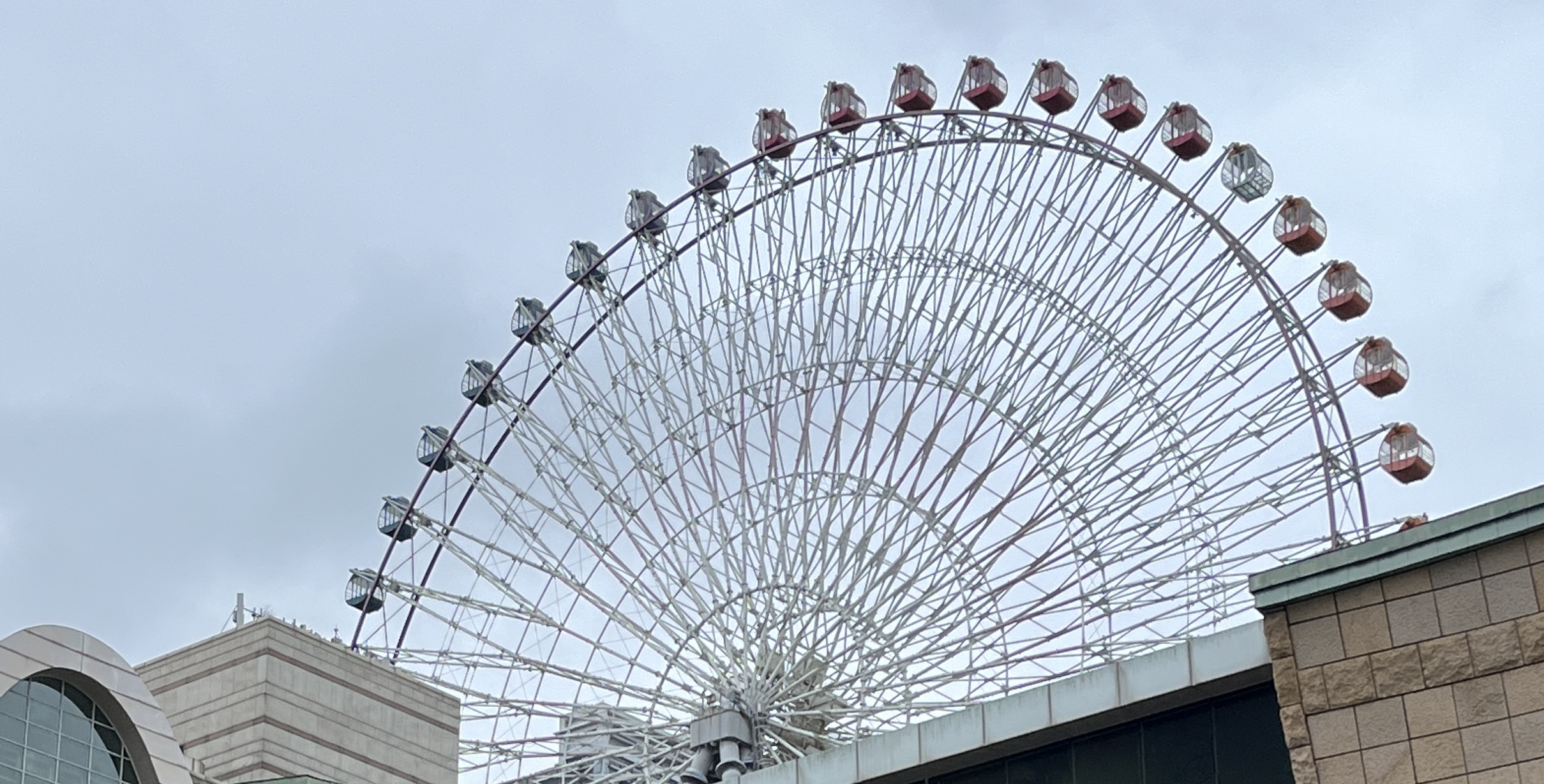
Promoción de la película en Taipei.

El 16 de abril de 2023, se publicaron las primeras imágenes de la película a través de las redes sociales, en las que aparecían Elphaba de Erivo y Glinda de Grande. Imágenes de trabajo en proceso de la película, que incluyen las primeras escuchas de las respectivas interpretaciones de Grande y Erivo de «Popular» y «Defying Gravity», se presentaron en la CinemaCon el 26 de abril de 2023, presentadas en el escenario por la presidenta de Universal Pictures Donna Langley. El primer tráiler de la película, en forma de un «first look» de 60 segundos, se estrenó durante el Super Bowl LVIII el 11 de febrero de 2024. La película regresó a CinemaCon el 10 de abril de 2024 para presentar nuevas imágenes y marcó la primera vez que el elenco y el equipo aparecieron juntos en público para promocionar la película. El vestuario y la utilería también estuvieron en exhibición en el vestíbulo del lugar durante este evento.
Un featurette con imágenes detrás de escena y entrevistas con Chu, Erivo y Grande sobre cuánto significan para ellos «Wicked» y «Wicked Part Two» como proyecto de pasión cinematográfica, debutó en el evento Upfront 2024 de NBCUniversal en el Radio City Music Hall el 13 de mayo de 2024, y se lanzó en línea poco después. El tráiler oficial de 3 minutos para la película se estrenó en cines el 15 de mayo de 2024, seguido de una versión producida y animada completamente al estilo Lego el 29 de mayo de 2024. La versión de Lego se adjuntó más tarde a las proyecciones en cines de la película animada de Pharrell Williams Piece by Piece. Un especial de televisión detrás de escena, Defying Gravity: The Curtain Rises on Wicked, se emitió en NBC el 19 de noviembre de 2024, para promocionar la película. La cadena también organizó un enlace promocional para la película durante su cobertura de los Juegos Olímpicos de Verano de 2024 en París durante todo el verano, con Erivo, Grande y Yeoh asistiendo a la ceremonia de apertura, un video viral del tren «Unlimited One» de la Ciudad Esmeralda recorriendo las vías frente a la Torre Eiffel y una amplia publicidad durante la cobertura en horario estelar del Evento de gimnasia femenina en los Juegos Olímpicos de Verano de 2024, con Chu y el elenco presentes en la ronda de clasificación. El 4 de septiembre de 2024, se revelaron carteles de los personajes antes del lanzamiento de un nuevo tráiler al día siguiente, que remezclaba «Defying Gravity» con el icónico motivo «Wicked Witch/Miss Gulch» de Herbert Stothart de la versión cinematográfica de 1939 de El mago de Oz, ahora propiedad de Metro-Goldwyn-Mayer, de Warner Bros.. Después de debutar en el especial de televisión Behind-the-Scenes, el canal de YouTube de la película lanzó la secuencia completa de «¿What Is This Feeling?» en línea el 22 de noviembre de 2024 para coincidir con el estreno de la película. Terminaría volviéndose viral con más de un millón de vistas.
Universal Products & Experiences lanzó una amplia gama de productos de merchandising para la película, que incluían juguetes, ropa, libros, productos de belleza y accesorios, antes del estreno de la película. En el anuncio, Vince Klaseu, presidente de Universal Products & Experiences, comentó: «Ha sido muy divertido desarrollar y expandir la querida historia de Wicked y dar vida a estos increíbles personajes y mundos a través de productos mágicos y experiencias de venta minorista inmersivas; nuestro programa de productos globales en tiendas minoristas y parques temáticos refleja los temas empoderadores de la película y la iconografía audaz, allanando el camino para aún más emoción en 2025 con Wicked Part Two... Wicked es muy especial para nosotros y estamos ansiosos por que los fanáticos adopten a estos personajes inspiradores en esta temporada navideña». Universal contó con 450 socios promocionales para la película, con un valor mediático de 350 millones de dólares, la mayor cantidad jamás lograda para una película de Hollywood. El 1 de octubre, la marca de cosméticos de Grande R.E.M. Beauty lanzó una colaboración inspirada en la película. El 1 de noviembre se publicó una edición especial de 96 páginas de la revista People centrada en Wicked, con entrevistas exclusivas al elenco y fotos de la producción.
El 15 de mayo de 2024, la película lanzó un sitio web interactivo para la Universidad Shiz, que permite a los fanáticos postularse para un semestre de 2024 en la universidad antes del 15 de agosto. En septiembre de 2024, influencers en varias plataformas de redes sociales comenzaron a compartir sus «cartas de aceptación y paquetes» de Shiz, que contenían una carta de aceptación personalizada de la propia Madame Morrible, un mapa del campus, un periódico (que informaba «El príncipe Fiyero visto en Shiz»), un pin y un suéter de la universidad. Otros fanáticos que se postularon recibieron sus cartas de aceptación por correo electrónico, y a aquellos que se postularon tarde se les negó la admisión.
El 10 de octubre de 2024, se anunció que la película lanzaría la gira de prensa «Journey Through Oz» durante las semanas previas al estreno de la película y que cada ciudad se transformaría en algunas de las diversas ubicaciones de la película: Sídney (Munchkinland), Los Ángeles (Universidad Shiz), Ciudad de México (Bosque Encantado), Nueva York (Ozdust Ballroom) y Londres (Emerald City).
El 26 de diciembre de 2024, se anunció que la película participará en el Desfile de las Rosas de 2025 el 1 de enero de 2025 en Pasadena, California con una carroza alegórica de «Defying Gravity» de 55 pies de largo cubierta con 60.000 tulipanes importados de Holanda junto con coloridas encarnaciones para celebrar el estreno de la película en Nochevieja en VOD. 

### Crítica al cartel promocional
El 9 de octubre de 2024, coincidiendo con la venta de entradas, se lanzó un póster con Erivo y Grande como Elphaba y Glinda, respectivamente, recreando el arte del póster original del musical teatral. La recepción hacia el póster fue mixta, y resultó en la creación de «ediciones» diseñadas para acercar el póster al arte original, utilizando herramientas de Adobe Photoshop y IA generativa. El póster también fue objeto de burlas con un video hecho con Runway AI para que pareciera que Elphaba y Glinda en la imagen estaban peleando. También se convirtió en el tema de memes virales de Internet, con parodias legítimas que reemplazaron a Elphaba Thropp con Charli XCX en una imagen promocional para su remezcla con Grande de «Sympathy Is a Knife», o Audrey II del montaje off-Broadway de 2019 de Little Shop of Horrors y Jay Gatsby (interpretado por Jeremy Jordan) de la producción musical de Broadway de 2024 de The Great Gatsby.[cita requerida]
El 15 de octubre de 2024, un usuario de Twitter creó su propia edición, intentando hacer coincidir con mayor precisión el póster de la película con el original, haciendo ediciones oscureciendo los ojos de Elphaba, levantando la mano de Glinda para cubrir su boca y dándole a Elphaba unos labios rojos que sonreían burlonamente. Aunque muchos fanáticos lo consideraron una mejora, al día siguiente, Erivo compartió una nueva publicación del cartel editado en su historia de Instagram, escribiendo:

Esto es lo más salvaje y ofensivo que he visto, igual a esa horrible IA  [sic] de nosotras peleando, igual a la gente que plantea la pregunta «¿tu [coño] es verde?» [una referencia a un meme de 2014] ... Nada de esto es gracioso. Nada de esto es lindo. Me degrada. Nos degrada a nosotros. El cartel original es una ilustración. Soy un ser humano real que eligió mirarte a ti, el espectador, directamente a través de la cámara... porque sin palabras nos comunicamos con nuestros ojos. Nuestro cartel es un homenaje, no una imitación; editar mi rostro y ocultar mis ojos es borrarme. Y eso es profundamente doloroso.

El usuario luego eliminó la publicación por respeto a la actriz, diciendo que sus intenciones no eran maliciosas y que no habían anticipado la reacción. Sin embargo, el 20 de octubre, el usuario volvió a publicar su edición, diciendo que si bien sentía que los sentimientos de Erivo eran válidos, apoyaba la imagen como «una edición inocente de un fan para rendir homenaje al cartel original de Broadway». El 19 de octubre, durante la alfombra roja de la 4.ª Gala del Museo de la Academia, Grande respondió a la controversia diciendo: «Creo que es muy complicado porque encuentro a la IA tan conflictiva y problemática a veces, pero creo que es simplemente un período de ajuste tan masivo... Esto es algo que es mucho más grande que nosotros, y los fanáticos se divertirán y harán sus ediciones... Y tengo mucho respeto por mi hermana, Cynthia, y la amo mucho». La propia Erivo recibió críticas por arremeter contra el fan, y los fanáticos y los críticos la acusaron de reaccionar exageradamente y tener un ego inflado. El 29 de octubre, Entertainment Tonight le preguntó a Erivo sobre la naturaleza de sus comentarios y respondió a la reacción en su contra, y dijo «no fue necesariamente una respuesta negativa... Porque creo que soy realmente protectora del papel... Me apasiona, y sé que los fans también, y creo que, para mí, fue como un momento humano de querer proteger a la pequeña Elphaba. Fue un momento humano. Probablemente debería haber llamado a mis amigos, pero está bien».

### Muñecas Mattel
Mattel ha producido una serie de muñecas para la película que representan a los personajes principales Glinda, Elphaba, Fiyero, Madame Morrible, así como a Nessarose en silla de ruedas. En agosto de 2024, dos fragmentos de canciones de la película («Popular» y «Defying Gravity») se filtraron a través de un chip de sonido en su línea de muñecas cantantes.
En noviembre de 2024, la caja de muñecas y el empaque fueron criticados porque se descubrió que muchas muñecas de la línea «Wicked» contenían enlaces al sitio web del estudio de películas para adultos Wicked Pictures (www.wicked.com) en lugar del sitio web de la propia película (www.wickedmovie.com). Mattel se disculpó por el error y pidió a los padres que habían comprado productos con el sitio web incorrecto que destruyeran el embalaje. En diciembre de 2024 una madre en Carolina del Norte demando a la compañía alegando que ella y su hija sufrieron estrés emocional debido al error.

## Estreno

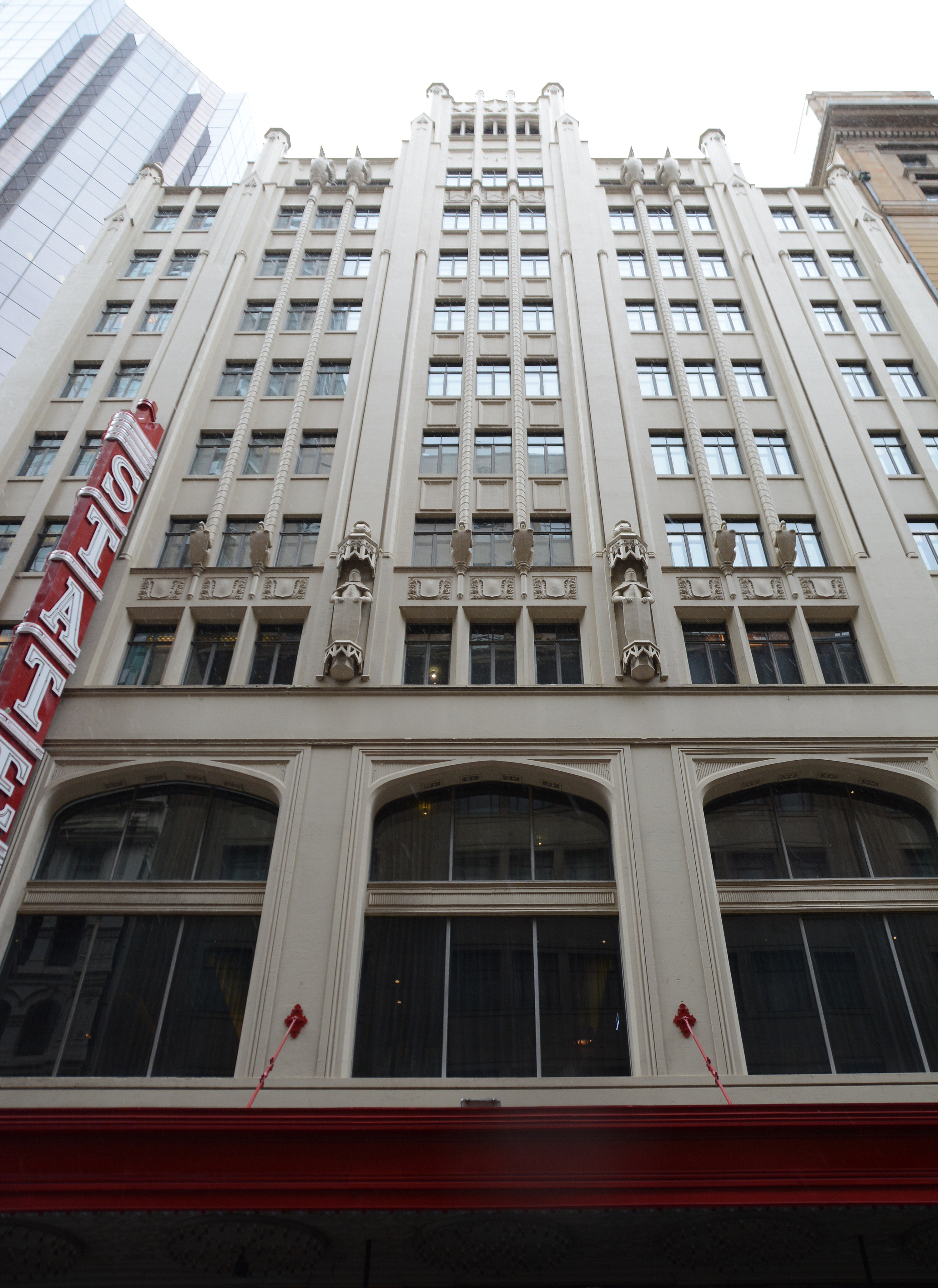
El State Theatre de Sídney, donde se estrenó mundialmente Wicked

Originalmente anunciada como una sola película, Wicked se dividió en dos películas en abril de 2022. La primera mitad se estrenó en Sídney, Australia, en el State Theatre el 3 de noviembre de 2024, con estrenos que siguieron en Los Ángeles en el Dorothy Chandler Pavilion el 9 de noviembre de 2024, en Ciudad de México en el Auditorio Nacional el 11 de noviembre de 2024, y en Londres en el Royal Festival Hall el 18 de noviembre de 2024. Fue estrenada en cines por Universal Pictures el 21 de noviembre en Australia y México, y el 22 de noviembre en Estados Unidos, con compromisos en RealD 3D, IMAX, Dolby Cinema, 4DX, ScreenX y D-Box. A esto le siguió su estreno en Polonia como película de clausura del 32.º Festival Internacional de Cine del Arte Cinematográfico Camerimage el 23 de noviembre de 2024, con la presencia de la directora de fotografía Alice Brooks y el diseñador de producción Nathan Crowley (que recibió el Premio al Diseñador de Producción 2024 en el festival). Las proyecciones anticipadas de la película se llevaron a cabo el 18 de noviembre de 2024 para los miembros de Amazon Prime y para el público en general el 20 de noviembre de 2024. Estas dos proyecciones marcaron las únicas ocasiones durante el estreno en cines de la película en que la mayoría de los cines de los Estados Unidos pudieron mostrar simultáneamente la película en IMAX, debido a que Gladiator 2 ocupó la mayoría de esas pantallas en su fin de semana de estreno. Una versión sing-a-long de la película se estrenará en cines el 25 de diciembre de 2024.
La película estaba programada para estrenarse el 20 de diciembre de 2019, el 22 de diciembre de 2021, el 25 de diciembre de 2024 y el 27 de noviembre de 2024, con la última fecha de estreno para evitar la competencia con Avatar: Fire and Ash y Sonic the Hedgehog 3 (la primera de las cuales se retrasó más tarde hasta 2025 después de que Thunderbolts, y más tarde Mufasa: el rey león tomara su fecha), antes de adelantarse cinco días a su fecha actual para evitar la competencia con Moana 2, con la nueva fecha que la coloca contra Gladiator 2. Esto desató especulaciones sobre si la película y Gladiator 2 comparten una fecha de estreno, lo que podría dar como resultado un escenario similar al fenómeno Barbenheimer, que fue el resultado de que Barbie y Oppenheimer se estrenaran el 21 de julio de 2023 y se denominó «Glicked». Con el estreno de la película dos semanas después de las elecciones presidenciales de Estados Unidos de 2024, Marc Platt reflexionó sobre la creciente relevancia de la historia en el clima político actual, diciendo: «Es una elección importante para los dos, pero nuestra historia aspira a ser sobre la distancia que las personas recorren para conectarse entre sí, sobre ver al otro como no es el otro, sobre vivir en un mundo donde a veces la verdad no es real».
La película se proyectó exclusivamente para influencers, expertos de la temporada de premios y personal de la industria del entretenimiento en el Lote de Universal Studios el 16 de octubre de 2024. Se realizó una proyección privada de la película en la casa de Kim Kardashian el 22 de octubre de 2024, a la que asistió exclusivamente su familia junto con Erivo y Grande. Otra proyección privada tuvo lugar en el DGA Theater en la ciudad de Nueva York el 28 de octubre de 2024, a la que asistieron Erivo, Grande, Chu, Platt, Schwartz, los miembros del elenco original de Broadway Kristin Chenoweth, Norbert Leo Butz y Christopher Fitzgerald, miembros del elenco actual de Broadway y otras actrices que habían interpretado a Elphaba y Glinda en Broadway y en giras nacionales a lo largo de los años. La proyección fue precedida por un saludo en video de Idina Menzel, quien no pudo asistir debido a que se estaban realizando ensayos para el nuevo musical Redwood. El 14 de noviembre de 2024 se llevó a cabo una proyección organizada por Anna Wintour en el Museo Metropolitano de Arte, a la que asistieron los miembros del elenco de la película y otras celebridades. Las proyecciones para el público general se realizaron en el State Theatre de Sydney del 20 al 22 de noviembre.

### Censura
Antes de su estreno en cines, la película fue retirada de las salas locales de Kuwait por motivos de «ética pública». Sin embargo, la película sigue en cartelera en varios cines del país. Tras su estreno en Estados Unidos, el grupo cristiano conservador de derecha One Million Moms pidió el boicot de la película, alegando que «promueve la brujería e impulsa la agenda LGBTQ en las familias, especialmente en los niños». Kristin Chenoweth defendió la película en un comentario en Instagram, diciendo «Todo el mundo sabe que el “millón de mamás” son unas pocas cientos. Se llama entretenimiento. Arte. Soy una mujer cristiana [y] originé el papel de Glinda y todas las tonterías que estas mujeres vomitan por odio. No, no, no. No puedo evitarlo: Trato de amarlas de todos modos. Porque no lo entienden. Para quien quiera ver girl power, que vaya a ver WICKED. En el escenario o en el cine». 

### Doblaje internacional
La película se estrenó doblada en varios países siguiendo las producciones locales del musical original que se realizaron a lo largo de los años. Danna Paola y Ceci de la Cueva en español hispanoamericano, Myra Ruiz y Fabi Bang en portugués brasileño, y Park Hye-na y Jeong Sunah en coreano. Todas actuaron como Elphaba y Glinda respectivamente en las producciones locales originales del musical. Sabrina Weckerlin, quien prestó su voz a Elphaba en alemán, interpretó por primera vez a Elphaba en 2007 como suplente en la producción original de Alemania, mientras que Johanne Milland, quien prestó su voz a Glinda en danés, actualmente interpreta a Glinda en la producción danesa en curso del musical. La actriz neerlandesa Vajèn van den Bosch, que interpretó a Elphaba en la producción alemana de 2021, en cambio regresó como Glinda en neerlandés.
Además, Willemijn Verkaik y Chantal Janzen, que habían interpretado a Elphaba y Glinda en la producción holandesa original de 2011 del musical, hicieron apariciones especiales en el doblaje holandés de la película. En algunos doblajes más, se hicieron más apariciones especiales con el personaje de Menzel, ya que no solo fue interpretada por actrices que ya habían interpretado a Elphaba en producciones locales, pero sobre todo en países donde el musical nunca se representó, así como actrices de doblaje que ya habían prestado su voz en diferentes idiomas a otro personaje importante en la carrera de Menzel: Elsa, de Frozen de Disney. Ese es el caso de Elke Buyle en flamenco, Nikolett Füredi en húngaro, y Annika Herlitz en sueco.
A diferencia de otras adaptaciones, que se basaron en versiones teatrales del espectáculo ya existentes, dos días antes del estreno de la película se anunció que se estaba realizando una primera producción noruega del musical, cuyo estreno está previsto para 2025.

### Medios domésticos
Wicked se estrenó en vídeo bajo demanda el 31 de diciembre de 2024 en Estados Unidos. Fue lanzada en 4K Blu-ray, Blu-Ray y DVD el 4 de febrero de 2025 por Universal Pictures Home Entertainment. Tanto la versión digital como la física contienen las versiones cinematográfica y para cantar, con extras como escenas extendidas y eliminadas y reportajes sobre el rodaje.
La película comenzó a emitirse en Peacock el 21 de marzo de 2025. Como parte de un acuerdo a largo plazo con Amazon Prime Video para las películas de acción real de Universal, la película se transmitió en Peacock durante los primeros cuatro meses del periodo de televisión de pago, antes de pasar a Prime Video durante los siguientes 10 meses a partir del 21 de junio de 2025, y volver a Peacock durante los cuatro meses restantes.

## Recepción

### Ventas previas al estreno
Las entradas para Wicked salieron a la venta el 9 de octubre de 2024, el día después de que Paramount Pictures pusiera a la venta sus entradas para Gladiator 2. El 10 de octubre, Fandango informó que la película se convirtió en la preventa de boletos del primer día número 2 del sitio de 2024, detrás de Deadpool & Wolverine de Marvel Studios, así como la mejor preventa de boletos del primer día con clasificación PG del año y la número 3 con mejor preventa de boletos del primer día con clasificación PG de todos los tiempos, detrás de Frozen 2 y la nueva versión de 2019 de El Rey León (ambas de Disney). Según Deadline Hollywood, Quorum proyectó que Wicked recaudaría entre 67 y 74 millones de dólares en su fin de semana de estreno nacional, mientras que Box Office Theory proyectó que recaudaría entre 96 y 150 millones de dólares y Boxoffice Pro proyectó que recaudaría entre 100 y 125 millones de dólares, encabezando la taquilla por delante de Gladiator II. El escepticismo inicial se dirigió hacia la noción de que las películas musicales pospandémicas no serían rentables. Para la semana de su estreno, las proyecciones se elevaron a un estreno mundial de entre 165 y 200 millones de dólares (y entre 125 y 150 millones de dólares a nivel nacional), con el boca a boca positivo y el boca a boca de la película en la temporada de premios citados como las razones.

#### Rendimiento
Hasta el 1 de mayo de 2025, Wicked ha recaudado 473,2 millones de dólares en Estados Unidos y Canadá, y 283,0 millones de dólares en otros territorios, lo que suma un total mundial de 756,2 millones de dólares.
En Estados Unidos y Canadá, Wicked recaudó 46,47 millones de dólares en su primer día, que incluyeron 19,2 millones de dólares en proyecciones previas en la semana previa a su estreno: 2,5 millones de dólares el lunes, 5,7 millones de dólares el miércoles y 11 millones de dólares el jueves. Debutó con $112.5 millones en Estados Unidos y Canadá y $162.9 millones a nivel mundial, encabezando las taquillas respectivas. Fue el estreno más grande de la historia para una película basada en un musical de Broadway, superando el estreno nacional de $31.1 millones de Into the Woods (2014) y el estreno mundial de $103 millones de Los Miserables (2012). El jueves siguiente, la película recaudó $16.9 millones, el segundo mejor total de Día de Acción de Gracias de la historia, detrás de Moana 2 ($28 millones), que se estrenó el día anterior.
Wicked recaudó US$80 millones en su segundo fin de semana (y un total de US$117,5 millones en los cinco días), cayendo un 29% y terminando por detrás de Moana 2. Al final del fin de semana festivo, alcanzó más de US$250 millones a nivel nacional, convirtiéndose en la adaptación de un musical de teatro a la pantalla más taquillera de todos los tiempos en Estados Unidos y Canadá, superando los US$190 millones recaudados por Grease (1978). En su tercer fin de semana, recaudó 34,9 millones de dólares, quedando en segundo lugar, para un total acumulado de 455 millones de dólares en todo el mundo. Para el 15 de diciembre de 2024, había recaudado 525 millones de dólares en todo el mundo, convirtiéndose en la película más taquillera basada en una obra ambientada en la Tierra de Oz, superando los 493 millones de dólares de recaudación mundial de Oz: el Poderoso (2013) de Disney. El día de Navidad, la película recaudó 392,4 millones de dólares a nivel nacional, convirtiéndose en la 49ª película más taquillera de todos los tiempos en Estados Unidos y Canadá. El 29 de diciembre de 2024, Wicked superó a Mamma Mia! (2008) para convertirse en la adaptación cinematográfica musical más taquillera de todos los tiempos, así como en la película musical más taquillera de la historia de Universal.

### Audiencia
En la primera semana desde su lanzamiento en servicios de vídeo bajo demanda (VOD), «Wicked» encabezó las listas de todas las plataformas, incluidas iTunes Movies, Google Play, Fandango at Home y Amazon Prime Video. Universal informó de que «Wicked» recaudó más de 70 millones de dólares en ventas de VOD premium en Estados Unidos y Canadá durante su primera semana, incluyendo más de 26 millones de dólares en Nochevieja. Superó a The Super Mario Bros. Movie (2023) y se convirtió en la película de Universal con mejor rendimiento en su primera semana en VOD. En abril de 2025, los ingresos por ventas de la película en todas las plataformas de vídeo superan los 100 millones de dólares. Durante el primer fin de semana de su estreno en streaming en Peacock, “Wicked” encabezó la lista preliminar de streaming de Nielsen para el periodo comprendido entre el 17 y el 23 de marzo de 2025 como la película más vista en la plataforma, con 882 millones de minutos vistos, por delante de Plane, The Wild Robot y la ganadora del Óscar a la mejor película, Anora. Este resultado la convirtió en la película más vista de Peacock en sus primeros siete días y supuso la segunda vez que una película de la plataforma alcanzaba este récord, tras “Oppenheimer” el año anterior.

### Respuesta de la crítica
En el sitio web agregador de reseñas Rotten Tomatoes, el 88 % de las 378 reseñas de críticos son positivas, con una puntuación media de 7,5/10.
El público encuestado por CinemaScore le dio a la película una calificación promedio de «A» en una escala de A+ a F, mientras que los encuestados por PostTrak le dieron un puntaje positivo general del 92 %, y el 80 % dijo que «definitivamente la recomendaría».
Kyle Smith de The Wall Street Journal la llamó "la película más entretenida del año y el musical de acción en vivo de Hollywood más deslumbrante desde Chicago. Jazz Tangcay de Variety calificó la película como «una obra maestra musical que es mucho más de lo que podríamos haber esperado» y elogió la dirección de Chu, las actuaciones, los decorados y el vestuario. Antonia Blyth de Deadline Hollywood la llamó «una explosión de principio a fin» y «un delicioso y divertido entretenimiento que muestra el talento de siguiente nivel de Erivo y Grande y sus dotes de comedia para reír a carcajadas. Presentan cada número con sorpresas, deleites y profundidad genuina». Gregory Ellwood de The Playlist destacó a Grande como el punto culminante de la película, diciendo «La megaestrella del pop a menudo le da una profundidad sorprendente a su personaje antes de saltar a un número musical que te hará sonreír de oreja a oreja. No puedes creer lo que estás viendo». Chris Murphy de Vanity Fair escribió: «La forma en que Glinda trabaja en la historia, es muy divertida y hay muchos momentos cómicos, pero a medida que avanza, ella realmente se convierte en el corazón desprevenido y en un personaje realmente simpático. Obviamente, es solo la mitad de la historia, pero hay un arco cinematográfico completo en este único acto».
Bailey fue considerado un actor destacado por Peter Bradshaw de The Guardian, escribiendo que «descorcha un escandaloso ladrón de escenas como el hetero-camp Fiyero», y por Peter Travers de ABC News, señalando que su actuación fue una «exhibición de canto, baile y virtuosismo actoral». «Dancing Through Life», el número musical de su personaje, ha sido descrito como «el mayor logro musical de la adaptación» por Christian Holub de Entertainment Weekly.

En una reseña poco favorable de Odie Henderson de The Boston Globe, describió la película como «visualmente poco atractiva» que «no puede manejar los cambios tonales. El autoritarismo y la comedia amplia forman una extraña e incómoda pareja». Christy Lemire de RogerEbert.com dijo de manera similar que «Cuando todo se trata del espectáculo de grandes y llamativos números de producción, esta precuela de El mago de Oz es emocionante», pero que «mucho menos efectiva es la forma en que Chu... introduce los temas más pesados de autoritarismo de la película». James Berardinelli de ReelViews señaló que «Aunque Wicked: Part 1 tiene su cuota de puntos altos (algunos de los cuales apuntan muy alto), los realizadores parecen haber adoptado el concepto de hinchazón como una característica beneficiosa».
Idina Menzel y Kristin Chenoweth, quienes interpretaron los papeles de Elphaba y Glinda en Broadway, elogiaron las actuaciones de sus contrapartes cinematográficas, y Chenoweth agregó: «Todo el elenco es increíble. Jon Chu lo hizo muy bien. Me sentí muy conmovida, emocionada, feliz, llena de alegría». Menzel afirmó: «La película es tan amorosa y respetuosa con el espectáculo original, pero luego se basa en él de tantas maneras hermosas que nunca pensé que fueran posibles». Lorna Luft, una de las hijas de Judy Garland, que interpretó a Dorothy en la película de 1939, calificó la película como «impresionante de ver» y «todo lo que quería que fuera».

### Impacto cultural
Panashe Nyadundu de la revista Elle de Reino Unido escribió que la película era un «escape muy necesario» con un poderoso mensaje de amabilidad, amistad, representación y aceptación que fue recibido calurosamente por el público tras las consecuencias de las elecciones presidenciales de Estados Unidos de 2024, además de destacar el sentimiento general de nostalgia de la película con aquellos que crecieron con el musical teatral original. Nyadundu agregó: «Desde la representación LGBTQ+ hasta arrojar luz sobre las discapacidades, los derechos de los animales, la amistad femenina y más, Wicked no solo ofrece escapismo a un mundo de absoluta fantasía, sino que también actúa como un claro recordatorio de cómo navegar en un mundo estropeado por la corrupción y la discriminación». En un artículo para BU Today, Amy Shanler, profesora de la Facultad de Comunicación de la Universidad de Boston, escribió: «Cuando tienes una conexión emocional, estás fortaleciendo, añadiendo profundidad y alargando esa relación. Es por eso que la nostalgia es tan poderosa en este entorno. La historia de El mago de Oz se transmite de generación en generación, e incluso cuando la historia añade profundidad y diferentes personajes y precuelas, sigue siendo parte de esta misma experiencia... Me encanta la idea de que Wicked sea tan acogedora para los viejos y nuevos fans. La capacidad de las audiencias para expresarse de tantas maneras es muy eficaz desde una perspectiva de marketing y comunicaciones».
El 21 de noviembre de 2024, un clip de la entrevista de la gira de prensa en la que la periodista Tracey E. Gilchrist le dijo a Erivo y Grande que los espectadores estaban «manteniendo el espacio» para la letra de «Defying Gravity» se volvió viral, creando múltiples memes. Gilchrist explicó más tarde lo que quería decir: «Para mí significa estar en el momento, no distraerme y sentir algo a nivel celular... Creo que puedes mantener un espacio con la letra de una canción (una que has escuchado cientos de veces) y de repente puede adquirir un nuevo significado cuando eres una persona queer».
La coreografía de la canción "What Is This Feeling?" de la película fue recreada en gran medida en TikTok e Instagram por los fanáticos y los elencos de varias producciones de Broadway y West End.
El gran éxito de la escena Defying Gravity de la película llevó a Avid a publicar un vídeo de 14 minutos con el análisis de la edición de Myron Kerstein de la secuencia el 23 de diciembre de 2024, en el que se le ve analizando sus decisiones creativas utilizando la línea de tiempo de Media Composer de la película. Kerstein repetiría más tarde esta demostración en persona en la NAB Show de 2025, el 5 de abril de 2025, como parte de una mesa redonda con él y Alice Brooks. 
En diciembre de 2024, Collider situó la película en el número 6 de su lista de las «10 mejores películas fantásticas de la década de 2020», y Robert Lee III escribió que «trasladó todo el espectáculo y la maravilla fantástica del espectáculo original de Broadway a la gran pantalla de una manera espectacular... A medida que sigue convirtiéndose en uno de los mayores éxitos de taquilla de 2024, fácilmente se convertirá en una de las películas fantásticas más importantes y exitosas de la década». También ocupó el tercer puesto en la lista de la página web de las «12 mejores películas musicales de los últimos 25 años» y el decimosexto en su lista de los «25 mejores musicales del siglo XXI», con Andrea Ciriaco escribiendo: «El director Jon M. Chu da vida al querido espectáculo de Broadway con una precisión admirable y una pasión sincera, y con un fantástico reparto de estrellas que canalizan la originalidad de sus personajes al tiempo que añaden su propio toque al papel, satisfaciendo a los fans de todo el mundo». Encabezó la lista de «Las 10 mejores películas fantásticas de la década de 2020» de Screen Rant, y Megan Hemenway la calificó como «una película musical innovadora que atrapa al público desde el principio y no lo suelta ni un instante. No solo es satisfactorio aprender más sobre los personajes más interesantes de “El mago de Oz”, sino que ”Wicked también profundiza en Oz como un lugar que no solo es mágico, sino también peligroso». Josh at the Movies la calificó como una de las mejores películas musicales de la década de 2020, comparándola positivamente con West Side Story (2021), The Color Purple (2023), Wonka (2023) y Tick, Tick... Boom! (2021), y añadiendo: «Con unas voces increíbles, una decadencia visual y momentos íntimos de los personajes, “Wicked” realmente puede cambiar el cine musical... para siempre». En febrero de 2025, The Washington Post clasificó a “Wicked” en el número 10 de su lista de «Las 25 mejores películas musicales del siglo XXI», y Naveen Kumar escribió que «supera al musical teatral». En marzo de 2025, la revista Time Out la situó en el puesto número 38 de su lista de «Las 40 mejores películas musicales de todos los tiempos», afirmando que «Rebosa vitalidad y energía, efervescencia y sinceridad, añadiendo algún que otro giro, ampliando la trama en ocasiones, pero visualizando en gran medida el musical de una forma que ha deleitado a los millones de personas que lo han visto en el escenario desde su estreno en Broadway en 2003». Vulture también la incluyó en su lista de «Las 22 mejores películas de brujas de todos los tiempos».  En abril de 2025, Urban List la incluyó en su lista de «Las 14 mejores películas de la historia en cuanto a cinematografía». En julio de 2025, fue una de las películas votadas para la edición «Readers' Choice» (Elección de los lectores) de la lista de «Las 100 mejores películas del siglo XXI» de The New York Times, quedando en el puesto 204.

### Posibles atracciones para parques temáticos
En febrero de 2025, The New York Times informó de que Universal Destinations & Experiences se encontraba en las primeras fases de desarrollo de la creación de atracciones basadas en la película para uno de sus parques temáticos, y algunos creían que se añadirían al parque Universal Epic Universe de Universal Orlando en algún momento después de su inauguración en mayo de 2025, o al parque Universal Studios Great Britain, cuya apertura está prevista para 2031.

## Reconocimientos
Entre sus reconocimientos, "Wicked" hizo historia al convertirse en la primera película musical en ganar el premio a la Mejor Película en la National Board of Review desde "Moulin Rouge!" (2001), así como la primera película de fantasía en ganar este premio.

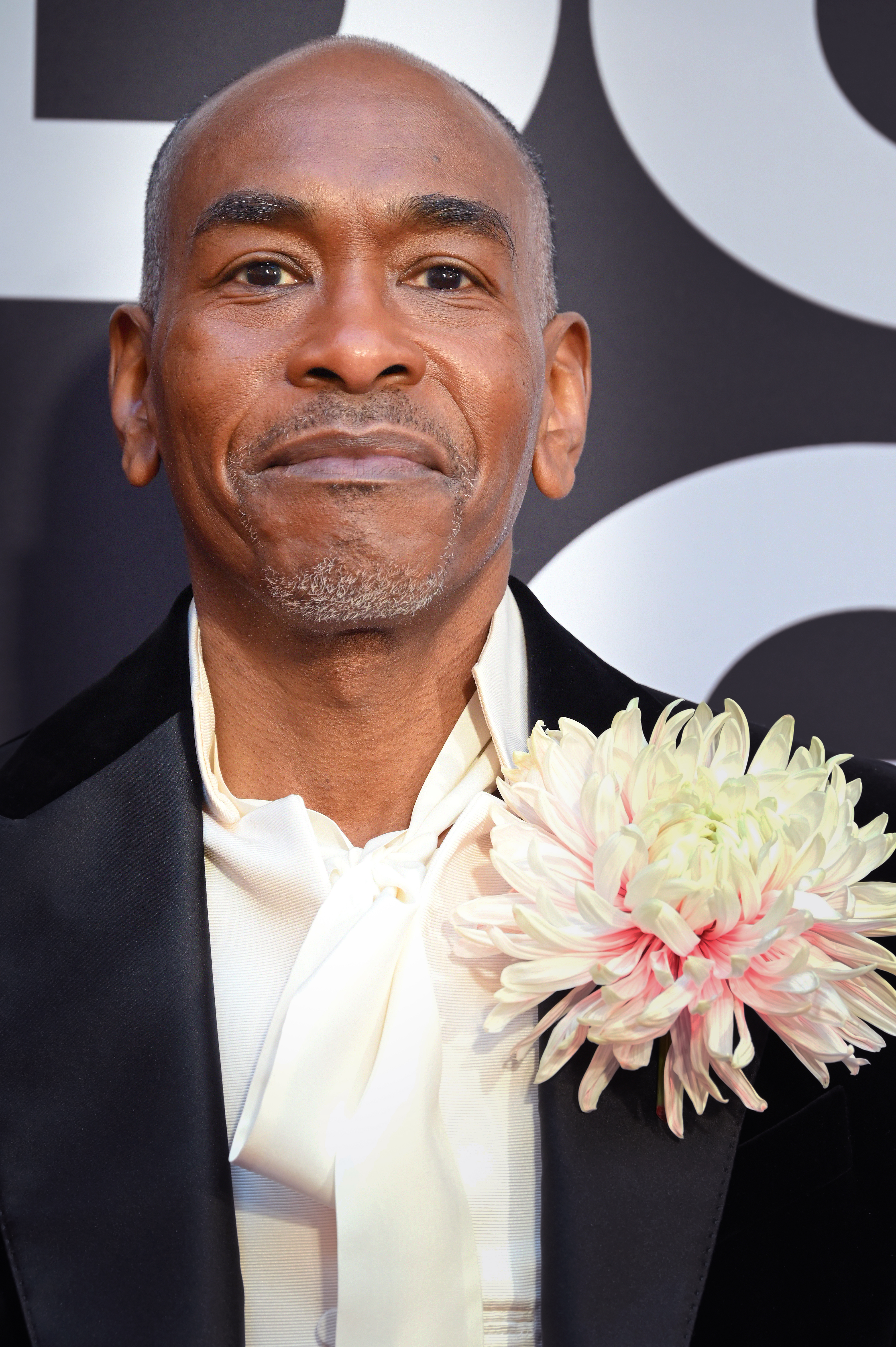
Por su trabajo en la película, Paul Tazewell se convirtió en el primer diseñador de vestuario afroamericano en ganar el Premio Oscar a mejor diseño de vestuario..

| Premio                                     | Fecha de la ceremonia    | Categoría                            | Nominado(s)                                             | Resultados | Ref     |
| ------------------------------------------ | ------------------------ | ------------------------------------ | ------------------------------------------------------- | ---------- | ------- |
| The Queerties                              | 24 de febrero de 2022    | Next Big Thing                       | Wicked                                                  |            | [ 234 ] |
| The Queerties                              | 12 de marzo de 2024      | Next Big Thing                       | Wicked                                                  |            | [ 235 ] |
| Astra Midseason Movie Awards               | 3 de julio de 2024       | Most Anticipated Movie               | Wicked                                                  |            | [ 236 ] |
| Manaki Brothers Film Festival              | 27 de septiembre de 2024 | SUMOLIGHT Creative Synergy Award     | Alice Brooks (cinematographer) and Dave Smith (gaffer)  |            | [ 237 ] |
| Heartland Film Festival                    | 18 de noviembre de 2024  | Truly Moving Picture Award           | Wicked                                                  |            | [ 238 ] |
| Hollywood Music In Media Awards            | 20 de noviembre de 2024  | Song – Onscreen Performance (Film)   | Cynthia Erivo & Ariana Grande por "Defying Gravity"     |            | [ 239 ] |
| Hollywood Music In Media Awards            | 20 de noviembre de 2024  | Music Themed Film, Biopic or Musical | Wicked                                                  |            | [ 239 ] |
| Camerimage                                 | 23 de noviembre de 2024  | Production Designer Award            | Nathan Crowley                                          |            | [ 240 ] |
| National Board of Review                   | 4 de diciembre de 2024   | Best Film                            | Wicked                                                  |            | [ 241 ] |
| National Board of Review                   | 4 de diciembre de 2024   | Best Director                        | Jon M. Chu                                              |            | [ 241 ] |
| National Board of Review                   | 4 de diciembre de 2024   | Spotlight Award                      | Creative Collaboration of Cynthia Erivo & Ariana Grande |            | [ 241 ] |
| American Film Institute Awards             | 5 de diciembre de 2024   | Top 10 Films of the Year             | Wicked                                                  | [ 242 ]    | [ 243 ] |
| Astra Film and Creative Arts Awards        | 8 de diciembre de 2024   | Best Picture                         | Wicked                                                  |            | [ 244 ] |
| Astra Film and Creative Arts Awards        | 8 de diciembre de 2024   | Best Comedy or Musical               | Wicked                                                  |            | [ 244 ] |
| Astra Film and Creative Arts Awards        | 8 de diciembre de 2024   | Best Actress                         | Cynthia Erivo                                           |            | [ 244 ] |
| Astra Film and Creative Arts Awards        | 8 de diciembre de 2024   | Best Supporting Actor                | Jonathan Bailey                                         |            | [ 244 ] |
| Astra Film and Creative Arts Awards        | 8 de diciembre de 2024   | Best Supporting Actress              | Ariana Grande                                           |            | [ 244 ] |
| Astra Film and Creative Arts Awards        | 8 de diciembre de 2024   | Best Adapted Screenplay              | Winnie Holzman and Dana Fox                             |            | [ 244 ] |
| Astra Film and Creative Arts Awards        | 8 de diciembre de 2024   | Best Director                        | Jon M. Chu                                              |            | [ 244 ] |
| Astra Film and Creative Arts Awards        | 8 de diciembre de 2024   | Best Cast Ensemble                   | Cast of Wicked                                          |            | [ 244 ] |
| Astra Film and Creative Arts Awards        | 8 de diciembre de 2024   | Best Casting                         | Tiffany Little Canfield and Bernard Telsey              |            | [ 244 ] |
| Astra Film and Creative Arts Awards        | 8 de diciembre de 2024   | Best Cinematography                  | Alice Brooks                                            |            | [ 244 ] |
| Astra Film and Creative Arts Awards        | 8 de diciembre de 2024   | Best Costume Design                  | Paul Tazewell                                           |            | [ 244 ] |
| Astra Film and Creative Arts Awards        | 8 de diciembre de 2024   | Best Film Editing                    | Myron Kerstein                                          |            | [ 244 ] |
| Astra Film and Creative Arts Awards        | 8 de diciembre de 2024   | Best Makeup and Hairstyling          | Wicked                                                  |            | [ 244 ] |
| Astra Film and Creative Arts Awards        | 8 de diciembre de 2024   | Best Marketing Campaign              | Wicked                                                  |            | [ 244 ] |
| Astra Film and Creative Arts Awards        | 8 de diciembre de 2024   | Best Original Score                  | John Powell & Stephen Schwartz                          |            | [ 244 ] |
| Astra Film and Creative Arts Awards        | 8 de diciembre de 2024   | Best Production Design               | Nathan Crowley and Lee Sandales                         |            | [ 244 ] |
| Astra Film and Creative Arts Awards        | 8 de diciembre de 2024   | Best Sound                           | Wicked                                                  |            | [ 244 ] |
| Astra Film and Creative Arts Awards        | 8 de diciembre de 2024   | Best Stunts                          | Wicked                                                  |            | [ 244 ] |
| Astra Film and Creative Arts Awards        | 8 de diciembre de 2024   | Best Stunt Coordinator               | Jo McLaren                                              |            | [ 244 ] |
| Astra Film and Creative Arts Awards        | 8 de diciembre de 2024   | Best Visual Effects                  | Wicked                                                  |            | [ 244 ] |
| Celebration of Black Cinema and Television | 9 de diciembre de 2024   | Actress Award – Film                 | Cynthia Erivo                                           | Ganadora   | [ 245 ] |
| Palm Springs International Film Festival   | 3 de enero de 2025       | Creative Impact in Acting Award      | Cynthia Erivo                                           | Nominada   | [ 246 ] |
| Palm Springs International Film Festival   | 3 de enero de 2025       | Rising Star Award                    | Ariana Grande                                           | Ganadora   | [ 247 ] |
| AARP Movies for Grownups Awards            | 11 de enero de 2025      | Best Screenwriter                    | Winnie Holzman                                          | Ganadora   | [ 248 ] |
| Santa Barbara International Film Festival  | 9 de febrero de 2025     | Virtuoso Award                       | Ariana Grande                                           | Ganadora   | [ 249 ] |
| Premios Oscar                              | 2 de marzo de 2025       | Mejor vestuario                      | Wicked                                                  | Ganadora   | [ 4 ]   |
| Premios Oscar                              | 2 de marzo de 2025       | Mejor banda sonora                   | Wicked                                                  | Nominada   | [ 4 ]   |
| Premios Oscar                              | 2 de marzo de 2025       | Mejor maquillaje y peluquería        | Wicked                                                  | Nominada   | [ 4 ]   |
| Premios Oscar                              | 2 de marzo de 2025       | Mejor actriz de reparto              | Ariana Grande                                           | Nominada   | [ 4 ]   |
| Premios Oscar                              | 2 de marzo de 2025       | Mejor montaje                        | Wicked                                                  | Nominada   | [ 4 ]   |
| Premios Oscar                              | 2 de marzo de 2025       | Mejor diseño de producción           | Wicked                                                  | Ganadora   | [ 4 ]   |
| Premios Oscar                              | 2 de marzo de 2025       | Mejor sonido                         | Wicked                                                  | Nominada   | [ 4 ]   |
| Premios Oscar                              | 2 de marzo de 2025       | Mejores efectos visuales             | Wicked                                                  | Nominada   | [ 4 ]   |
| Premios Oscar                              | 2 de marzo de 2025       | Mejor actriz principal               | Cynthia Erivo                                           | Nominada   | [ 4 ]   |
| Premios Oscar                              | 2 de marzo de 2025       | Mejor película                       | Wicked                                                  | Nominada   | [ 4 ]   |
| Nickelodeon Kids' Choice Awards            | 21 de junio de 2025      | Película favorita                    | Wicked                                                  | Ganadora   | [ 250 ] |
| Nickelodeon Kids' Choice Awards            | 21 de junio de 2025      | Canción favorita de película         | «Defying Gravity» (Cynthia Erivo con Ariana Grande)     | Ganadora   | [ 250 ] |
| Nickelodeon Kids' Choice Awards            | 21 de junio de 2025      | Canción favorita de película         | «Popular» (Ariana Grande)                               | Nominada   | [ 250 ] |
| Nickelodeon Kids' Choice Awards            | 21 de junio de 2025      | Actriz de película favorita          | Ariana Grande como Glinda                               | Ganadora   | [ 250 ] |
| Nickelodeon Kids' Choice Awards            | 21 de junio de 2025      | Actriz de película favorita          | Cynthia Erivo como Elphaba                              | Nominada   | [ 250 ] |
| Nickelodeon Kids' Choice Awards            | 21 de junio de 2025      | Villano favorito                     | Jeff Goldblum como El maravilloso mago de Oz            | Nominado   | [ 250 ] |
| Nickelodeon Kids' Choice Awards            | 21 de junio de 2025      | Villano favorito                     | Michelle Yeoh como Madame Morrible                      | Nominado   | [ 250 ] |
| Nickelodeon Kids' Choice Awards            | 21 de junio de 2025      | Álbum favorito                       | Wicked: The Soundtrack                                  | Nominado   | [ 250 ] |

## Futuro

### Secuela
La secuela directa, Wicked For Good, está programada para estrenarse el 21 de noviembre de 2025, después de haber sido programada previamente para el 25 de diciembre de 2025 y el 26 de noviembre de 2025.

### Posibles entregas futuras
En noviembre de 2024, Stephen Schwartz y Winnie Holzman declararon que están hablando sobre la posibilidad de «algo» más asociado con la serie, pero que no se titularía Wicked Parte Tres o Cuatro.